# Chrysopa hungarica
Chrysopa hungarica är en insektsart som beskrevs av Klapalek 1899. Chrysopa hungarica ingår i släktet Chrysopa och familjen guldögonsländor. Inga underarter finns listade i Catalogue of Life.